# Ліцей №6 міста Самарі
Ліцей №6 міста Самарі — державний загальноосвітній заклад освіти І-ІІІ ступенів Новомосковської міської громади, Дніпропетровської області. Заснован у 1912 році. Є одним з 4 місцевих ліцеїв.
У 2021 році ліцей зайняв 54 місце з 515 серед навчальних закладів у рейтингу "Найкращі загальноосвітні навчальні заклади Дніпропетровської області у рейтингу шкіл України за результатами ЗНО 2021 року". Серед інших закладів освіти Самарі у рейтингу ліцей поступився лише Ліцею №18 (47 місце) та Ліцею "Самара" (4 місце).

## Історія
Ліцей (тоді ще "Земську початкову школу №6") відкрито в 1912р.
Під час війни школу було зруйновано.
Після визволення міста школу відбудовано і відновлено навчання.
В 50-ті роки школа стає восьмирічною. Добудовано праве крило школи. Директор — Копайгора А.І.
60-і роки директор школи — Гуртовий І.П.
1965-68р.р. у ВШ№6 навчається 180 уч. Директор — Середюк О.Г.
1987 р. у ВШ№ 6 навчається 600 уч. Працює 30 педагогів.
В 1988 р. стає середньою школою.
В 2021 році школа перекваліфіковується у ліцей за новою системою освіти «Нова українська школа». Директор — Коба О.П.

## Процес прийому

###### 1 клас
Приймаються діти від 6 років.
Розподіл на класи: А, Б, В, Г.

###### 10 клас
Приймаються випускники основної школи ( 9-го класу), які виявили бажання отримувати повну загальну середню освіту у навчальному закладі.
У 2022/2023 н.р. відкрито три 10 класи:
10-А "Українська мова та література" (Філологічний напрямок)
10-Б "Інформаційно-технологічний" (Математично-технічний напрямок)
10-В "Універсальний" (Природничий напрямок)

## Життя ліцею
До початку пандемії COVID-19 у 2020 році та російського вторгнення в Україну у 2022 році ліцей виділявся серед інших навчальних закладів міста проведенням власних свят, що являли собою творчі конкурси для його учнів. Такими святами були:

###### "Зорепад талантів"
Передноворічний танцювальний конкурс у якому брали участь усі класи ліцею та намагалися показати свої танцювальні навички. Перемога визначалася по категоріям та найкращому танку. У кінці всі діти становилися в спільні круги та ходили хороводи навколо шкільної ялинки. Увесь конкурс створював новорічний настрій для учнів, а після його закінчення до дітей у класи мав завітати Дід Мороз або Святий Миколай.

###### Шкільний ярмарок
Відбувався на початку осені, зазвичай у теплий день та на шкільному стадіоні, у разі дощу — у приміщенні ліцею. Діти разом з батьками мали підготуватися до нього: наготувати багато смакоти, приготувати різні конкурси, лотереї тощо. У день свята територія шкільного стадіону облаштовувалася наметами та торгівельними точками, після чого починалася торгівля. Умовою перемоги був збір коштів, перемагав той, хто назбирав більш за всіх. Усі заробленні класами гроші йшли у їх фонди.

###### "Що? Де? Коли?"
Почав проводитися перед початком пандемії COVID-19. Відбувався захід у бібліотеці ліцею між 9, 10 та 11 класами та додатково збірною командою ліцею, що виступала на міському "Що? Де? Коли?".
Також у школі постійно проводилися заходи до державних пам'ятних та святкових днів, де учні брали пряму участь, показуючи свою акторські здібності та творчі навички.

## Досягнення
Учні навчального закладу традиційно беруть багато призових місць на місцевих та обласних конкурсах та олімпіадах, на спортивних турнірах та місцевих патріотичних іграх.
У 2019-2020 навчальному році учні принесли своєму ліцею 41 призове місце у II етапі (міському) та 4 у III етапі (обласному) Всеукраїнських олімпіад з базових дисциплін.
У 2018-2019 навчальному році збірна команда 9 класів зайняла 3 місце у І етапі (міському) військової патріотичної гри «Сокіл» («Джура»)», збірні команди ліцею з футболу та баскетболу зайняли 1 місця у міських змаганнях.

## Відомі випускники
Костріченко Олег Володимирович — сержант Збройних Сил України, учасник російсько-української війни. При вході до школи висить меморіальна дошка в пам'ять Олегові.